# Diskordizam (književnost)
Diskordizam je nadmodernistički književni pravac nastao početkom druge dekade 21. veka u Srbiji.

## Osnove
Dis-kor-d(e)i-zam — umetnost Haosa, bazirana na Kaozofiji, Diskordijanizmu i Erizijanstvu, naročito u književnosti; Haotička književnost; apolitična, neurotična, i heterologna umetnička struja koja se pojavila u drugoj dekadi 21. veka, na samom izmaku postapokaliptičnog (postmodernističkog) okvira, i koja shvata da je neslaganje (neusaglašenje) jedini mogući oblik ispoljavanja i uživanja slobode u globalnom društvu; prvi umetnički pokret koji je postao svestan samoga sebe kao dela šireg spektra nadolazećeg talasa post-postmodernističke kulturološke zbilje uobličene u vidu Nadmodernizma. Diskordisti imaju za cilj da slave, ostvare, i unesu kreativni Haos u ovaj realm; da stvore žurku a sa njom i optimizam, onde i u situacijama gde ga, samo prividno, nema. Pomoću Haotičke književnosti, pre svega, a onda i na druge načine. Humorom protiv horora!

## Društvena pozadina
Usled kontinuiranog lošeg stanja u kulturi na globalnom i lokalnom nivou kao i stanju Duha uopšte, na temeljima religije i filozofije Haosa, stvoren je umetničko-filozofski pravac pod nazivom Diskordizam. Diskordisti su kategorički odbacili sve tekovine postmodernizma kako bi omogućili prodor Novih kategorija sa jezika Duha na jezik ljudi.

## Stil i karakteristike
Diskordistička književnost postoji u sva tri književna roda. Glavni literarni postupak diskordističke poezije i proze jeste "govor bunila". U pitanju je diskordistička tehnika stvaranja koja je srodna sa tehnikom "spontanog pisanja" koju su izumeli beatnici. Ona umnogome podseća na automatsko pisanje, ali to ipak nije. Za razliku od automatskog pisanja, gde nadrealisti u potpunosti isključuju delovanje mističnih sila, diskordisti vide da se kreativne sile Haosa prikazuju u mentalnom Oku umetnika kada on –svesno– zakorači i ode na Onu stranu Vremena. Drugim rečima, ako neko pod uticajem apsinta, krene da lupeta gluposti, to su onda notorne gluposti i ništa drugo. Radnje u romanima, ili tokovi u pesmama, odvijaju se u beskonačno mnogo zakrivljavanja u sebe, uzimajući tako oblik spirale (evoluiranog Ouroborosa), često bez naizgled ikakve logike. 
Diskordističku poeziju karakterišu haotička prozodija, sinkopirani ritam i specifična zvučnost. Bavi se podjednako profanim i sakralnim temama - sakralno izražava profanim, a profano sakralnim. Često je kriptična, u kom slučaju dolazi do izražaja čulna (fonološka) komponenta. Diskordisti veruju prvo u razjedinjavanje čula, njihovu evoluciju kroz filter transcedentalnog iskustva, i potom u njihovu ponovnu sinergiju. U tom pogledu slažu se sa TS Eliotom, koji je zagovarao važnost sjedinjavanja apolonske i dionizijske komponente pesme.
Prozni stil odlikuje inovativna upotreba posebne interpunkcije, koja ima za cilj da čitaocu što neposrednije prenese taj iregularni ritam, i nadraži njegov um tako da stvara iste one mentalne slike koje je pisac imao u glavi.

## SPAK!
Spak pokret je diskordistički pokret. On je taj buntovnički, nesmireni glas Nadmoderne koji će omogućiti prodor Novih kategorija iz jezika Duha na jezik ljudi. Spakeri ne pišu po ništavnom papiru, već po samom Duhu. Prodor Novih kategorija desiće se dekodiranjem jezika Vremena. Utemeljivači pokreta su Marko Tomić, Srđan Teofilović.

### Načela
Jedna od osnovnih ideja SPAK!-a jeste i bila upravo odstupanje od ma kakve definicije, opiranje toj čudnoj navici koju ljudi imaju da sve oko sebe kategorišu i pakuju u neke veštačke beživotne celine, ne bi li se dozvolilo da u stvarnost prodre nešto zaista novo i jedinstveno. Zbog toga je i za naziv čitavog pokreta uzeta reč koja nema značenje, već samo „zvuči kao ona prava reč“.
Sa jedne strane tu su autori koji pišu jednostavno, razumljivo, o stvarima koje su svima nama bliske. S druge strane tu su autori koji pišu tako da je neophodno pomučiti se da se intelektom njihovo delo dokuči, ali je pesma ipak efektivna, jer je čitalac ili slušalac jednostavno oseća, oseća njeno značenje, ne razume je niti ima potrebe da je razume. Dakle čak i kada čitalac odnosno slušalac ne „provali“ ono „unutrašnje“ u pesmi, odnosno, čak i kada Apolon poklekne pred Dionisom, opet mu ostaje muzika, odnosno ritam, vožnja, uživanje u njenom magijskom tonu, pesma ga „diže“ na nekom drugom planu, „negde iza“. Ceo SPAK! jedna je duga kompozicija, Vizija Beskrajnog koja vozi, kao jedna duga, kompleksna, ali prijatna pesma. Svi ti različiti autori uklapaju se u jednu celinu kojoj se ništa ne može niti da doda niti da oduzme. Postoje ljudi koji prodiru u istinski duh vremena i iznose priču o njemu u tom pozorištu duha koje se naziva SPAK! Ti ljudi žive u procepu koji se zove „sada“, oni su iskidani između jedne stvari i one druge, a obe su im nepoznate, ali ti ljudi istrajavaju u tome, nikada ne padajući u inerciju, nikada ne pribegavajući niti jednoj od sukobljenih strana, krčeći sopstveni put kroz konfuziju, stvarajući na svoj način od beskonačnog broja brzih i neartukulisanih pojava, kakav je svet danas, svoju novu muziku, težeći nadrastanju svega toga i sebe. U konstantnoj kognitivnoj disonanci, spakeri postoje tu, ne beže od sukoba, jer jesu sukob. U svom Ponoru oni su i kraljevi i lude i ne beže od bola. Kroz bol, njihovu nevestu, dolaze do saznanja o Svemu. I dižu se ka beskonačnom broju mogućnosti, oslobođenoj volji, kroz pevanje o Svemu, isključujući u sebi granice koje definišu njihovu stvarnost, nadrastajući naviknutost na oslanjanje na isključivo već definisane i formirane asocijacije, kroz apsolutno slavlje života u pesmi. To slavlje naziva se SPAK!, a ta poezija - diskordistička poezija. Ona koja u ljudima ruši "nevidljiv zatvor volje". Ona koja izbacuje iz uljuljkanosti u ne rađenje ničega i propadanje. Ona koja tera da se u sebi setimo sebe i sukobimo sa svime i u kosmos iz ničega, sa One Strane Vremena, donesemo nešto NOVO. Zato je SPAK! uvek u sukobu sa svime što postoji. SPAK! je tačka preokreta u uređenom sistemu, vrata kroz koja Nove kategorije prodiru u postojeće sisteme verovanja i napadaju ih. SPAK! je uništitelj ali je i iscelitelj.

## Prominentni autori i dela
- Marko Tomić ( "Alienia i Osvit Novih Reči", "Dnevnik Jednog Pajsera", "Slobodan Čovek na Zemlji")
- Srđan Teofilović ( "Putevima Rokenrola". ISBN 9788663970014., "Dođi u Kragujevac i Umri", "Gnevni", "Oktobarski Dnevnik", "Priče iz Bestijalnog kampa: Inicijacije u Maloumnost", "Zabeleške Mladog Pokvarenjaka", "Estuari Haosa: Vizije i Inicijacije", "Poezija u Pokretu", "Antropologija Haosa", "Kroz Bespuća Kosmosa i Pustinje Duše", "Haotičke Iluminacije")
-Uroš Đorđević
- Goran Kumrić
- Vojislav Vukomanović ( "Ispovest Crne Kutije")
- Katarina Kora ("Slutnje", "Amber")
- Nikola Đerić ("Bilješke sa Šanka")